# 녹동역 (봉화)
녹동역(Nokdong station, 鹿洞驛)은 경상북도 봉화군 법전면 어지리에 위치한 영동선의 철도역이다.
2007년 6월 1일부터 여객취급을 중단하였다.

## 연혁
- 1965년 12월 15일 : 보통역으로 영업 개시[1]
- 1991년 1월 1일 : 소화물취급 중지[2]
- 1995년 12월 25일 : 현재의 역사 신축
- 2001년 9월 8일 : 신호장으로 격하[3]
- 2005년 4월 1일 : 무인신호장으로 격하[4]
- 2007년 6월 1일 : 일반열차 통과
- 2008년 3월 10일 : 여객취급 중지[5]

## 참고 문헌
1. ↑  철도청 고시 제192호(1965.12.09)
2. ↑  대한민국관보 철도청고시제28호, 1990년 12월 16일
3. ↑  대한민국관보 철도청고시제2001-30호, 2001년 9월 6일
4. ↑  대한민국관보 철도청고시제2001-30호, 2001년 9월 6일
5. ↑  대한민국관보 건설교통부 고시 제2008 - 82호, 2008년 3월 3일